# Bloxom
Bloxom é uma cidade  localizada no estado norte-americano de Virginia, no Condado de Accomack.

## Demografia
Segundo o censo norte-americano de 2000, a sua população era de 395 habitantes. 
Em 2006, foi estimada uma população de 400, um aumento de 5 (1.3%).

## Geografia
De acordo com o United States Census Bureau tem uma área de 
0,8 km², dos quais 0,8 km² cobertos por terra e 0,0 km² cobertos por água. Bloxom localiza-se a aproximadamente 15 m acima do nível do mar.

## Localidades na vizinhança
O diagrama seguinte representa as localidades num raio de 20 km ao redor de Bloxom. 